# Shtama-hágói Nemzeti Park
A Shtama-hágói Nemzeti Park (albán Parku Kombëtar i Qafë Shtamës) 1966-ban létrehozott, 2000 hektáron elterülő nemzeti park Albánia északnyugati részén, a Szkander bég hegyvidék délkeleti peremén, a Kruja városától keletre emelkedő közép- és magashegységi területen. Ásványvizéről, a korábbi évtizedekben klimatikus gyógyüdülőiről ismert, fenyvesekkel sűrűn benőtt terület.

## Földrajza
A nemzeti park az 1218 méteres tengerszint feletti magasságban húzódó Shtama-hágó térségében terül el 2000 hektáron. A hágó az északnyugatra húzódó Szkander bég hegyvidéket választja el a Kruja–Dajt-hegyvidék (Varg Krujë-Dajt) kistájától, a Xibra-hegységtől (Mal i Xibrës). Legmagasabb pontja a Tó-hegy (Maja e Liqenit, 1724 m), a Szkander bég hegyvidék területén további hegycsúcsai a Rrjepa e Qetkos (1686 m), a Kavanija-hegy (Maja e Kavanijës, 1425 m) és a Fehér-szikla (Shkëmbi i Bardhë, 1401 m). Déli, Xibra-hegységi részének legmagasabb pontja a Zith-hegy (Maja e Zithit, 1112 m). E hegycsúcsok némelyike egyúttal a nemzeti park határait is kijelöli: északon a Rrjepa e Qetkos, keleten a Tó-hegy, délen a Zith-hegy és a Lar-hágó (Qafa e Larit, 1228 m), nyugaton pedig a Çudhi–Shkreta-közút határolja.
Az ultrabázisos kőzetekből és mészkőből felépült hegység területén számos sóban szegény, magnéziumban gazdag forrásvíz bukkan fel. Legtöbb vize keleti irányba folyik, a Mat bal oldali mellékvizei, de medrük csak időszakosan, a csapadékos téli évnegyedben és a tavaszi hóolvadáskor telik meg vízzel. Közülük nevezetesebbek a Shtama-hágói-patak (Përroi i Qafë Shtamës), a Zall i Batrës (’Batra-kavicsos’) és a Tó-hegy csúcsa közelében eredő Zall i Gërmanit (’Gërman-kavicsos’). A park nyugati peremén eredő további kisebb vízfolyások a tengerparti sík irányába hagyják el a területet és az Ishëm folyót táplálják. A Tó-hegy csúcsánál több jégkorszaki eredetű gleccsertó található, de ezekről is elmondható, hogy vízzel csak időszakosan telnek meg.
A ritkán lakott terület közigazgatásilag Durrës megye Çudhi alközségéhez tartozik, települései Çudhi-Kamp és Shkreta, de további szórványok is találhatóak a területén (Ballis, Karagun, Budhi-Kamt stb.).

## Élővilága

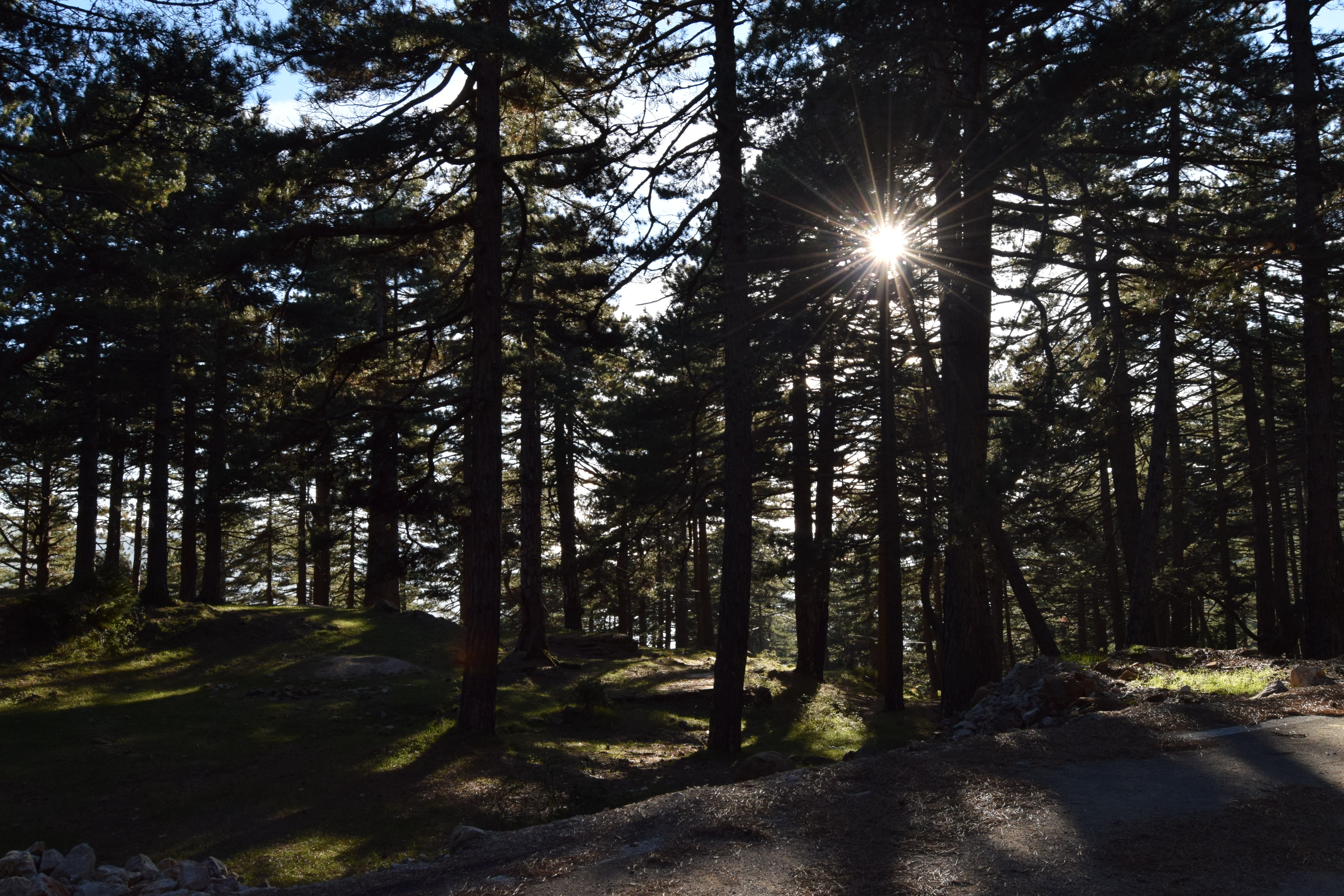
Shtama-hágói fenyves

Az uralkodó barna erdőtalajon alacsonyabb tengerszint feletti magasságban cserjések és tölgyesek húzódnak, ezek helyét a magasabb szintvonalakon fenyvesek veszik át. A nemzeti park területének csaknem 50%-át feketefenyvesek borítják, különösen jelentős állománya a Çudhi-Kamp falu határában, 1150-1220 méteres magasságban elterülő kiterjedt, sűrű ősfeketefenyves. A nemzeti park egyik emblematikus, gyakran előforduló növénye az aranyfák közé tartozó, Albániában őshonos Forsythia europaea. 1200 méteres magasság felett foltokban alpesi legelők váltják fel a fenyveseket.
A nemzeti parkban számos madárfaj él, mellettük jelentősek a barna medve, a vörös róka és a vaddisznó állományai.

## Idegenforgalma

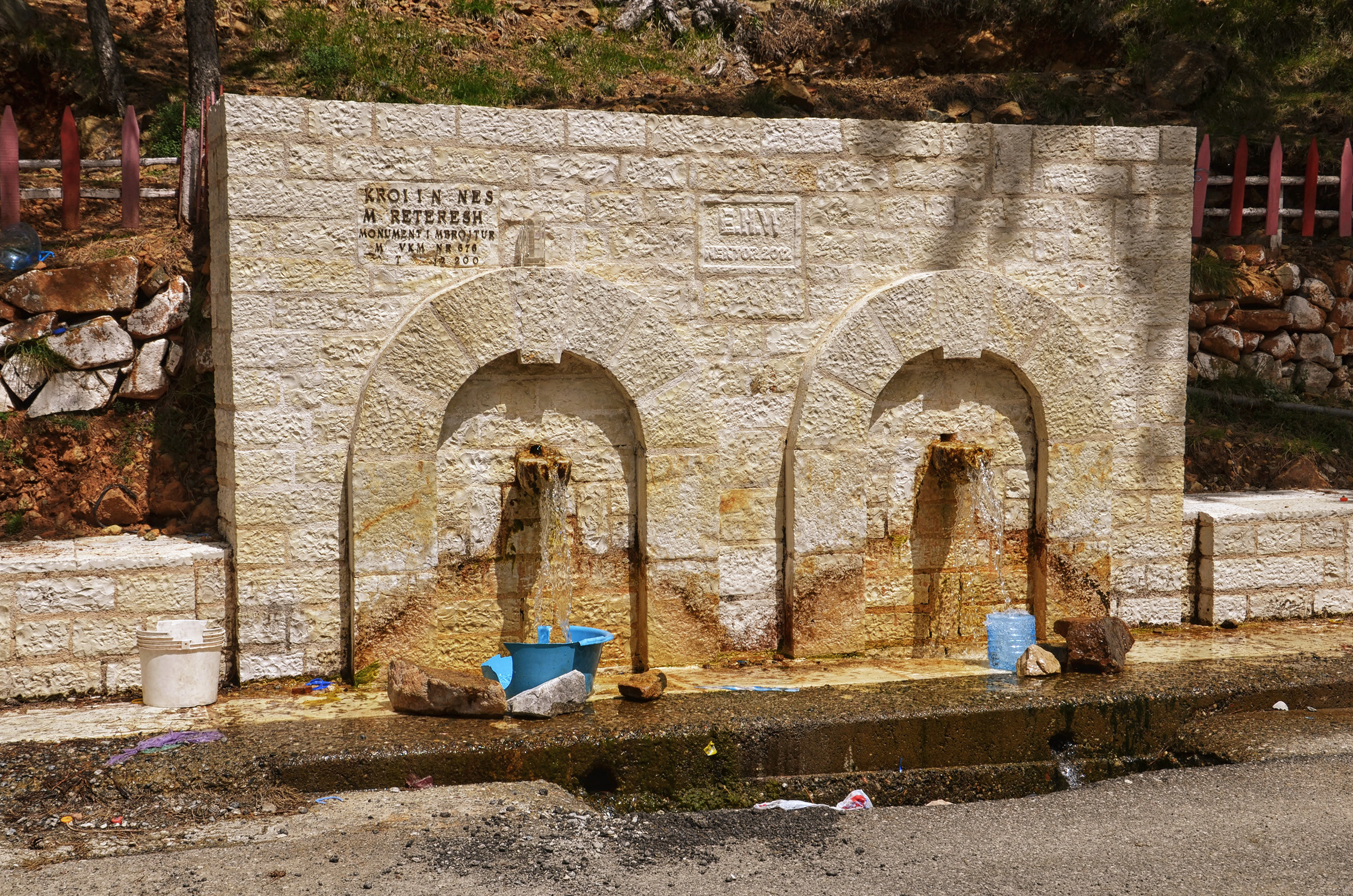
Az Anyakirálynő-forrás

Kruja felől a Qafë Shtamë felé kitáblázott, jó állapotú aszfaltúton érhető el. Az út előbb a Vaja-szoros (Gryka e Vajës) déli oldalán szerpentinezik, majd a 761 méteren lévő Çudhi-hágót követően éri el a nemzeti park területét. Az út a Shtama-hágóig továbbra is jó minőségű, ezt követően azonban, Burrel irányába már csak terepjáróval lehet továbbhaladni.
A Shtama-hágó a különböző történeti korokban fontos szerepet játszott mint a tengerparti sík keleti peremén fekvő településeket (az ókorban Albanopoliszt, a középkortól Kruját) a belső hegyvidékekkel összekötő útvonal. A 15. században Kasztrióta György albán fejedelem is gyakran itt vonult el krujai sasfészkéből a dibrai hátországba. A 20. században márványbányát nyitottak a vidéken, Çudhin területén fafeldolgozó üzem és katonai raktár létesült (utóbbi máig működik).
Nevezetesek a Shtama-hágói vidék forrás- és ásványvizei. A hágó közelében, 1100 méteres tengerszint feletti magasságban található a díszesen befoglalt Anyakirálynő-forrás (Kroi i Nënës Mbretëreshë), amelyet az 1920-as években alakítottak ki, amikor innen szállították az ivóvizet I. Zogu király családjának. A forrás vizét ma már a közeli üzemben palackozzák, amely Qafshtama ásványvíz néven kerül kiskereskedelmi forgalomba. Az egész évben csorgó forrás körüli sűrű fenyvesben több kirándulóhelyet is kialakítottak.
A 20. század utolsó negyedében indult meg a mediterrán éghajlatú hegyvidéki övezet klimatikus üdülőhellyé való alakítása. 1978-ban nyitották meg 130 ágyas tüdőszanatóriumát (főként asztmás megbetegedésben szenvedőknek), majd ezt követően több kisebb gyógyszállót is. Az 1991-es rendszerváltást követően ezek nagy része bezárt, egyedül az egykori úttörőtábor épületében működik motel és étterem.